# Gärbottich

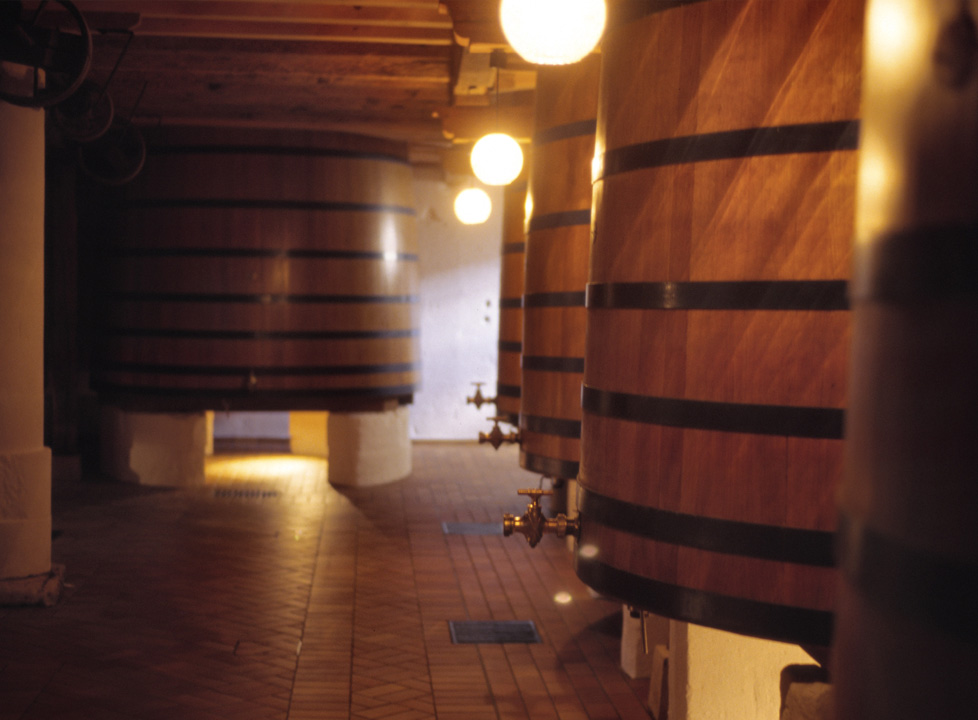
Gärbottiche aus Eichenholz im Keller von Château Figeac

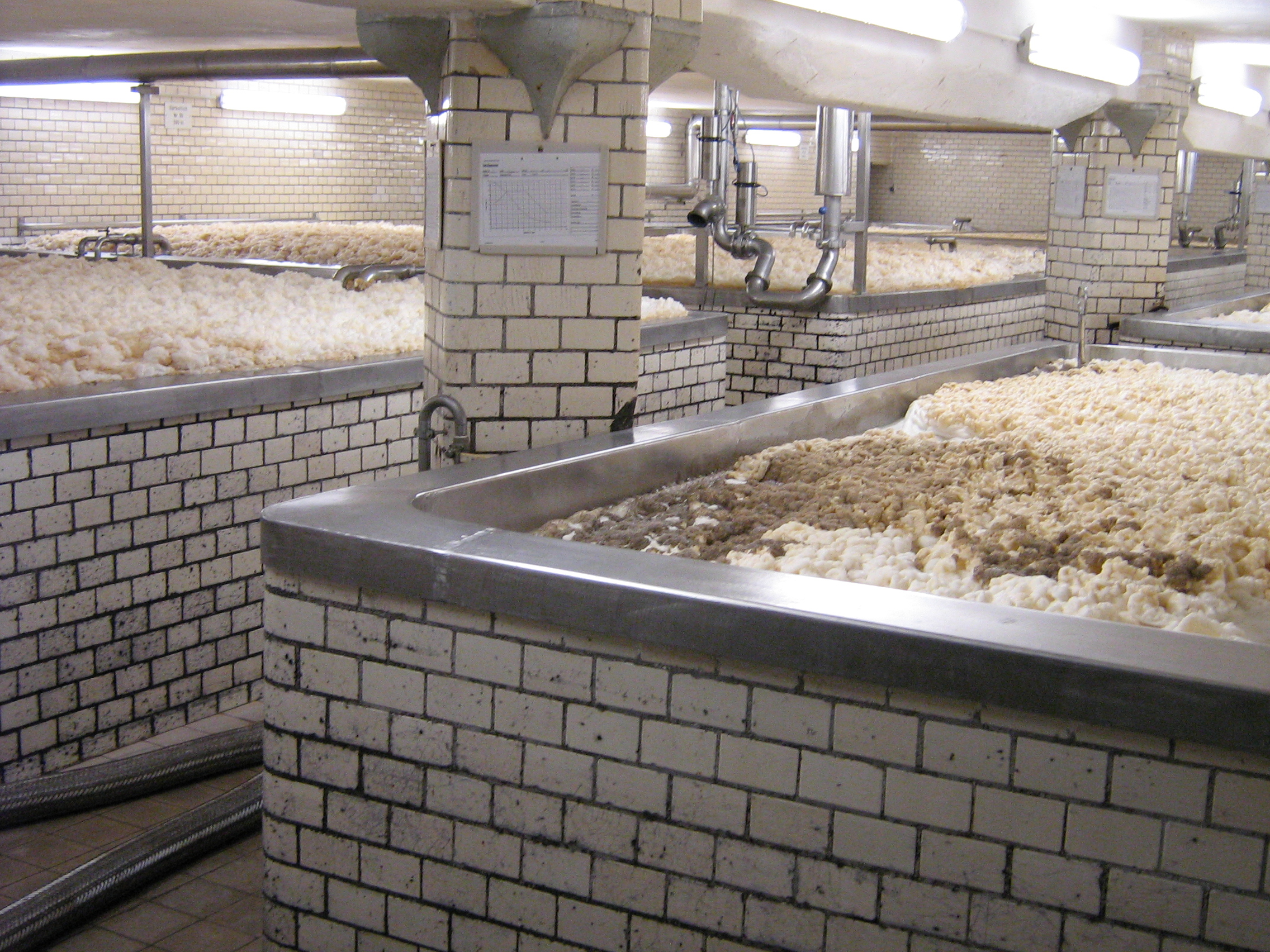
Offene Gärbottiche der Landskronbrauerei

Gärbottich bezeichnet ein beim Bierbrauen, der Wein- oder der Spirituosenherstellung zur Gärung verwendetes Gefäß. Er kann aus verschiedenen Materialien gefertigt sein. Üblicherweise finden hierbei Edelstahl, Stahl und andere Metalle (z. B. Aluminium), Kunststoff, Steinzeug, Glas, Beton oder Holz Verwendung. Teilweise werden diese Behältnisse an der Innenseite mit anderen Werkstoffen ausgekleidet, wie zum Beispiel Glasemail, Kunststoff, Steinzeug oder Glas. Zur Ableitung der Wärme, die beim Gären entsteht, werden Gärbottiche auch mit Kühlsystemen ausgerüstet. Gärbottiche können mit zusätzlichen Überwachungseinrichtungen, wie Schaugläsern, Thermometern, Probehähnen oder auch Rühreinrichtungen ausgestattet sein, um den Gärvorgang zu überwachen und bei Fehlentwicklungen frühzeitig Gegenmaßnahmen einleiten zu können.
Besondere Ansprüche an die zur Vergärung verwendeten Behälter bestehen vor allem in ihrer Beständigkeit gegenüber Fruchtsäuren, Schwefeldioxid und Alkohol. Manche Werkstoffe beeinflussen zudem Geschmack und Geruch ihres Inhaltes stärker als andere.
Obwohl Edelstahl bereits seit 1912 verfügbar war, wurde er lange Zeit aufgrund seiner hohen Kosten nur sehr selten verwendet. Heute verdrängt er jedoch aufgrund seiner sehr guten Eignung zunehmend die anderen Fertigungswerkstoffe.